# 雲山郡
雲山郡（ウンサンぐん）は、朝鮮民主主義人民共和国平安北道の東部に位置する郡。郡内の北鎮は朝鮮最大の金鉱山として知られる。

## 地理
東に香山郡、南に球場郡・寧辺郡・泰川郡、西に東倉郡、北に慈江道松源郡と境を接する。
現在「雲山邑」と呼ぶ郡所在地はかつて雲井里と呼ばれていた。もともとの中心部は現雲山邑から南に約30km離れた場所にあり「旧邑里」と呼ばれている。金鉱山のある北鎮労働者区は、雲山邑から北西に約20km離れた地点にある。

## 行政区画
1邑・1労働者区・27里を管轄する。
| - 운산읍（雲山邑、ウンサヌプ） - 북진로동자구（北鎮労働者区、プクチンノドンジャグ） - 고성리（古城里、コソンニ） - 구읍리（旧邑里、クウムニ） - 남산리（南山里、ナムサンニ） - 니답리（泥踏里、ニダムニ） - 답상리（畓上里、タプサンニ） - 도청리（道青里、トチョンニ） - 룡호리（龍湖里、リョンホリ） - 룡흥리（龍興里、リョンフンニ） - 마상리（馬尚里、マサンニ） - 마장리（馬場里、マジャンニ） - 방어리（防禦里、パンオリ） - 봉지리（鳳至里、ポンジリ） - 부흥리（富興里、プフンニ） | - 삼산리（三山里、サムサンニ） - 상원리（上院里、サンウォンニ） - 성봉리（城峰里、ソンボンニ） - 연하리（延下里、ヨナリ） - 영웅리（英雄里、ヨンウンニ） - 월양리（月陽里、ウォリャンニ） - 응봉리（鷹峰里、ウンボンニ） - 전승리（戦勝里、チョンスンニ） - 제인리（諸仁里、チェインニ） - 조양리（朝陽里、チョヤンニ） - 좌리（左里、チャリ） - 평화리（平和里、ピョンファリ） - 풍양리（豊陽里、プンヤンニ） - 화옹리（化翁里、ファオンニ） |

## 歴史
雲山の金鉱山は高麗時代に見出され、朝鮮王朝時代には王朝直営の鉱山であった。1885年にアメリカ人J.R.モーリスによって採掘権が獲得された。1898年にはアメリカ資本による東洋合同鉱業会社が設立され、操業に当たった。
解放前の雲山郡は5面からなっていた。1952年の行政区画再編により雲山郡（1邑14里）・北鎮郡などに再編成された。1954年、北鎮郡と合併した。

### 年表
この節の出典
- 1914年4月1日 - 郡面併合により、平安北道雲山郡に以下の面が成立。(5面)
  - 邑面・城面・東新面・委延面・北鎮面
- 1918年 - 邑面が雲山面に改称。(5面)
- 1939年10月1日 - 北鎮面が北鎮邑に昇格。(1邑4面)
- 1947年 - 北鎮邑が北鎮面に降格。(5面)
- 1952年12月 - 郡面里統廃合により、平安北道雲山郡雲山面・城面および東新面の一部地域をもって、雲山郡を設置。雲山郡に以下の邑・里が成立。(1邑14里)
  - 雲山邑・平和里・古城里・南山里・延下里・諸仁里・戦勝里・泥踏里・馬場里・龍湖里・城峯里・鷹峯里・龍興里・化翁里・朝陽里
- 1953年 - 古城里の一部が城峯里に編入。(1邑14里)
- 1954年 (1邑1労働者区28里)
  - 北鎮郡北鎮邑・防禦里・英雄里・富興里・橋里・月陽里・三山里・道青里・豊陽里・温井里・畓上里・上院里・左里・鳳至里・馬尚里を編入。
  - 北鎮邑が北鎮里に降格。
  - 雲山邑が旧邑里に降格。
  - 温井里が雲山邑に昇格。
  - 橋里が金山労働者区に昇格。
- 1956年 (1邑1労働者区27里)
  - 金山労働者区および北鎮里の一部が合併し、北鎮労働者区が発足。
  - 北鎮里の残部が三山里に編入。
- 1961年 - 平和里の一部が泥踏里に編入。(1邑1労働者区27里)
- 1985年 - 香山郡雲峯里・立石里・亀頭里・造山里・上西里・下西里を編入。(1邑1労働者区33里)
- 1989年 - 亀頭里・上西里・下西里が香山郡に編入。(1邑1労働者区30里)
- 1996年 - 雲峯里・立石里・造山里が香山郡に編入。(1邑1労働者区27里)

#### 北鎮郡
- 1952年12月 - 郡面里統廃合により、平安北道雲山郡北鎮面・委延面および東新面の一部、寧辺郡南松面の一部地域をもって、北鎮郡を設置。北鎮郡に以下の邑・里が成立。(1邑14里)
  - 北鎮邑・防禦里・英雄里・富興里・橋里・月陽里・三山里・道青里・豊陽里・温井里・畓上里・上院里・左里・鳳至里・馬尚里
- 1953年 - 三山里の一部が北鎮邑に編入。(1邑14里)
- 1954年 - 北鎮郡廃止。
  - 北鎮邑・防禦里・英雄里・富興里・橋里・月陽里・三山里・道青里・豊陽里・温井里・畓上里・上院里・左里・鳳至里・馬尚里が雲山郡に編入。

## 交通
- 雲山線（既廃線）[2]
  - 平北雲山駅 - 防禦駅 - 三山駅